# Dynastia meklemburska
Dynastia meklemburska – niemiecki ród książęcy pochodzenia obodryckiego, którego przedstawiciele od XII w. do początku XX w. władali w Meklemburgii. Z dynastii tej pochodził m.in. król Szwecji Albrecht i królowa Holandii Juliana.

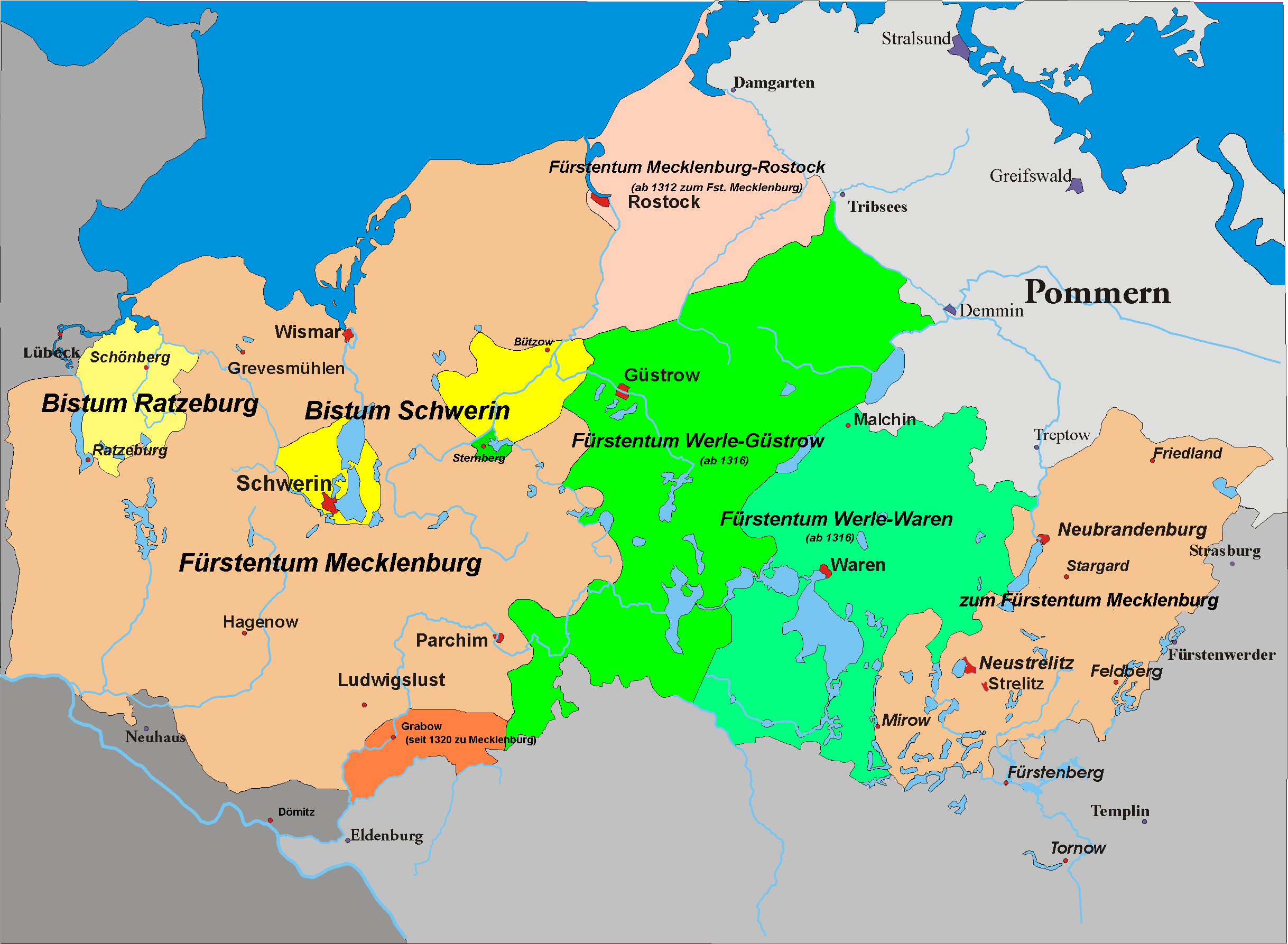
Meklemburgia ok. 1300 r.

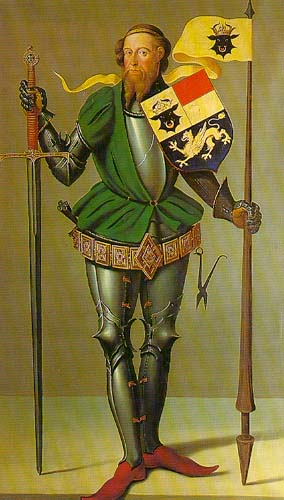
Albrecht II Wielki

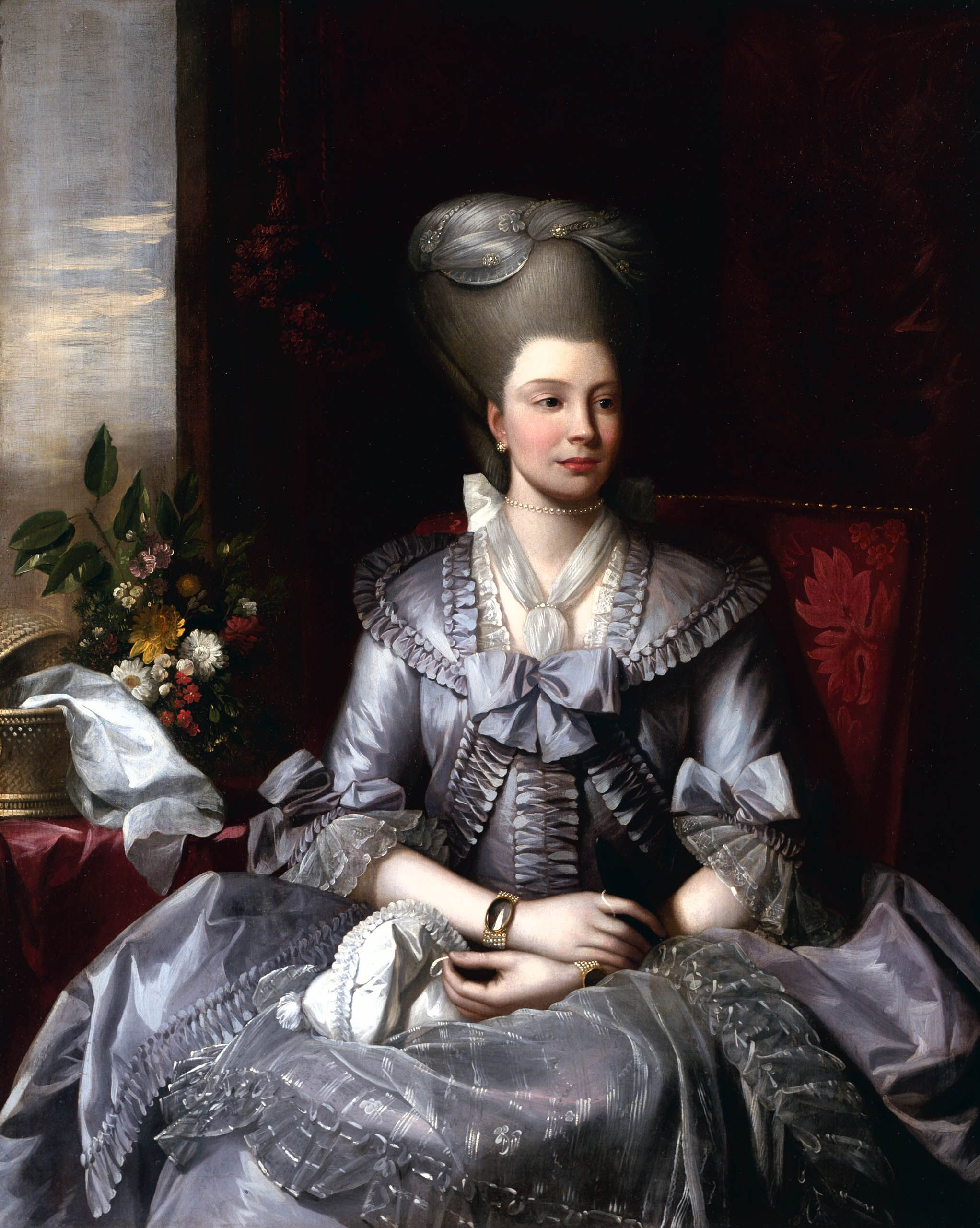
Królowa brytyjska i hanowerska Charlotta z Meklemburgii-Strelitz

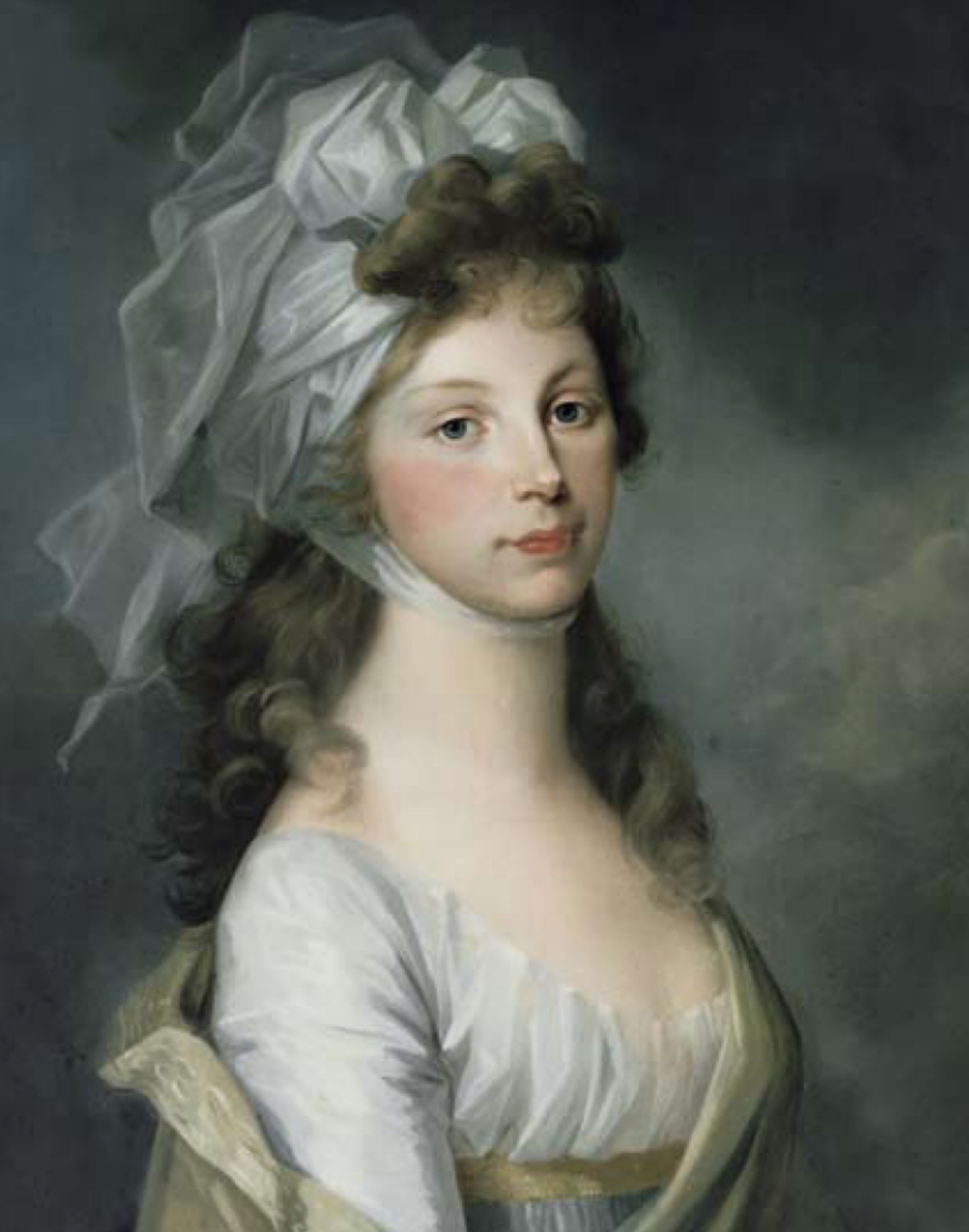
Królowa pruska Luiza z Meklemburgii-Strelitz

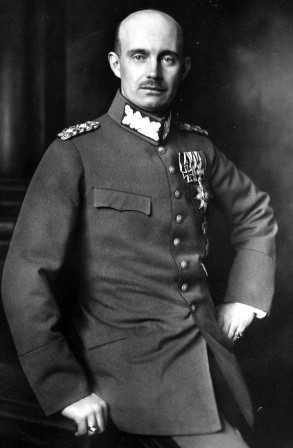
Ostatni wielki książę meklemburski Fryderyk Franciszek IV

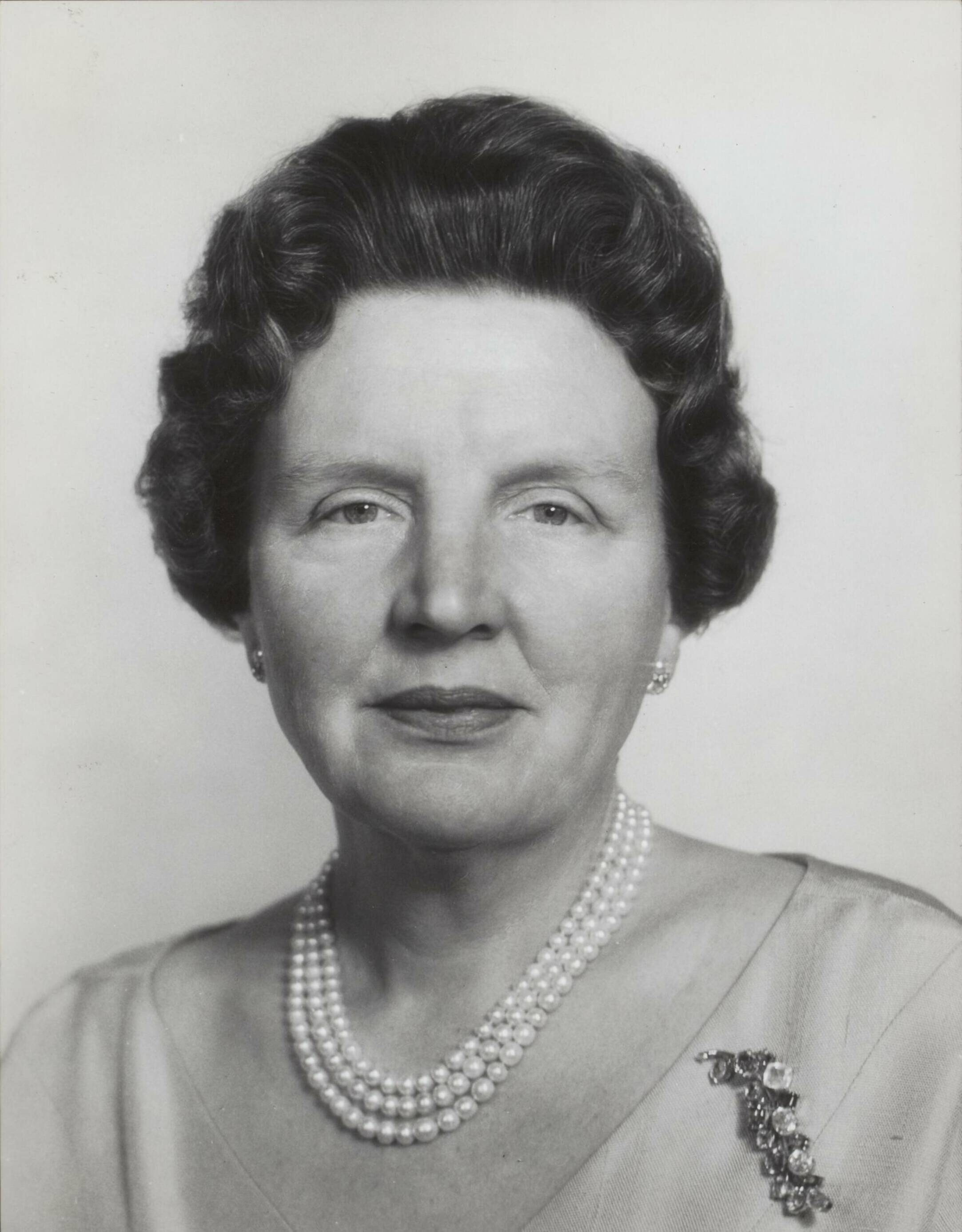
Królowa Niderlandów Julianna córka księcia Meklemburgii-Schwerin

## Historia
Protoplastami książąt z dynastii meklemburskiej byli przedstawiciele możnego rodu z plemienia Obodrytów. W 1131 r. pochodzący z tego rodu Niklot został obwołany przez Obodrytów ich księciem. Niklot stawiał opór ekspansji książąt niemieckich i chrześcijaństwa, jednak jego synowie zostali pokonani w 1164 r. przez potężnego księcia saskiego Henryka Lwa. Ten ostatni jednak, poszukując stronników w walkach wewnętrznych w Świętym Cesarstwie Rzymskim, oddał synowi Niklota Przybysławowi w 1167 r. większość ziem obodryckich (z wyjątkiem utworzonego wówczas hrabstwa Schwerina) z tytułem księcia Meklemburgii; nazwa pochodziła od grodu Mecklenburg. Odtąd Meklemburgia stała się obiektem szybkiej germanizacji i chrystianizacji.
W 1227 r., po śmierci Henryka Borwina I doszło do rozpadu księstwa Meklemburgii na cztery części, których ośrodkami były Mecklenburg, Rostock, Parchim oraz Werle. Już w 1256 r. władcom Mecklenburga udało się uzyskać część ziem książąt z Parchimia (pozostała przypadła hrabiom Schwerinu), wówczas też (w 1257 r.) przenieśli swą siedzibę do Wismaru. Z kolei w 1319 r. udało im się zjednoczyć także Rostock; panujący w tym okresie Henryk II Lew uzyskał też część państwa brandenburskiego ze Stargardem. Werle pozostało odrębnym księstwem pod rządami bocznej gałęzi dynastii meklemburskiej aż do 1436 r.
Po śmierci Henryka II Lwa w 1327 r. księstwem meklemburskim władali dwa jego synowie, Albrecht II Wielki i Jan I. W 1348 r. cesarz Karol IV Luksemburski wyniósł ich do rangi książąt Rzeszy (dotąd używali oni tytułu Fürst, odtąd – Herzog). 1352 r. bracia postanowili podzielić kraj: Albrecht objął władzę w głównej części z Wismarem, a Jan objął część ze Stargardem. W 1358 r. Albrecht uzyskał hrabstwo Schwerina, a w 1363 r. udało mu się doprowadzić do wyboru jego syna, także Albrechta na króla Szwecji; utracił on tron w 1389 r.
Podział z 1352 r. trwał do 1471 r., kiedy wymarła linia książęca na Stargardzie i obie części zjednoczył Henryk IV Gruby ze Schwerinu. Znaczenie państwa stopniowo spadało, szczególnie wobec stagnacji gospodarczej wywołanej dominacją wielkich majątków ziemskich. W 1520 r. dokonano kolejnego podziału Meklemburgii: głównymi ośrodkami obu części były Schwerin oraz Güstrow. Mimo to w 1523 r. przyjęto tzw. "unię" określającą ustrój obu części kraju, formalnie jednolitego. W 1549 r. oficjalną religią państwową stał się luteranizm.
W 1610 r. wymarła linia na Güstrow, jednak już w 1621 r. Jan Albrecht II i Adolf Fryderyk I ponownie podzielili kraj. Podczas wojny trzydziestoletniej utracili go na rzecz dowódcy wojsk cesarskich Albrechta von Wallensteina, powrócili jednak na tron po kilku latach, dzięki pomocy króla szwedzkiego Gustawa II Adolfa. W wyniku wojny utracili na rzecz Szwedów Wismar, który pozostał w obcych rękach do 1803 r. W zniszczonym kraju dominującą pozycję zdobyli junkrzy, którzy bardzo ograniczyli faktyczną władzę książęcą.
Do kolejnego zjednoczenia Meklemburgii doszło po wymarciu linii na Güstrow w 1695 r., jednak i ono okazało się krótkotrwałe. Już w 1701 r. doszło do kolejnego podziału: książę Fryderyk Wilhelm zmuszony został do wydzielenia stosunkowo niewielkiej części księstwa, tzw. Meklemburgii-Strelitz swemu stryjowi Adolfowi Fryderykowi II. Ten podział na większe księstwo Meklemburgii-Schwerin i mniejsze Meklemburgii-Strelitz przetrwał aż do 1918 r. W początkach XVIII w. książę na Schwerinie, Karol Leopold próbował przełamać dominację feudałów, jednak próba ta nie powiodła się, a sam książę został zmuszony do abdykacji na rzecz brata. Oba księstwa w coraz większym stopniu uzależniały się od królestwa Prus, rodzinę książęcą łączyły z pruską rodziną królewską koligacje rodzinne (m.in. z rodu meklemburskiego pochodziła żona króla pruskiego Fryderyka Wilhelma III Luiza, odgrywająca znaczną rolę w organizowaniu oporu pruskiego przeciwko Napoleonowi Bonaparte).
W 1815 r. obaj książęta meklemburscy przyjęli tytuły "wielkich książąt". W 1866 r. przystąpili do Związku Północnoniemieckiego, a w 1871 r. do Cesarstwa Niemieckiego. W lutym 1918 r. zginął ostatni z wielkich książąt Meklemburgii-Strelitz Adolf Fryderyk VI, obie części księstwa zjednoczył wówczas Fryderyk Franciszek IV z Meklemburgii-Schwerin. Jednak jak większość monarchów niemieckich pod koniec 1918 r. został zmuszony do abdykacji.
Jeden ze stryjów ostatniego wielkiego księcia, Adolf Friedrich zu Mecklenburg w 1949 r. stanął na czele Niemieckiego Komitetu Olimpijskiego. Drugi, Henryk poślubił królową Holandii Wilhelminę i był ojcem jej następczyni, Juliany.
Ostatni męski przedstawiciel linii na Schwerinie, Fryderyk Franciszek (syn ostatniego wielkiego księcia) zmarł w 2001. Przetrwała natomiast boczna, tzw. rosyjska linia na Strelitz, wywodząca się od Jerzego Augusta, młodszego brata księcia Fryderyka Wilhelma. Był on generałem w służbie rosyjskiej, podobnie jego syn Karol Michał, który jednak wraz z bratankiem Jerzym powrócił do Niemiec po I wojnie światowej. W 2001 głową rodu został wnuk Jerzego, Jerzy Borwin, posługujący się nazwiskiem Herzog zu Mecklenburg.